# 拉塞勒苏蒙米拉伊
拉塞勒苏蒙米拉伊（法語：La Celle-sous-Montmirail，法語發音：[la sɛl su mɔ̃miʁaj]，意为“蒙米拉伊下方的拉塞勒”）是法国上法兰西大区埃纳省的一个旧市镇，属于蒂耶里堡区。2016年1月1日，拉塞勒苏蒙米拉伊与邻近的三个市镇合并为新市镇布里地区迪斯和莫兰。

## 地理
拉塞勒苏蒙米拉伊（48°51'53"N, 3°27'58"E）面积5.67 平方千米，位于法国上法蘭西大區埃纳省，该省份为法国北部内陆省份，北起北部省，西接索姆省和瓦兹省，东临阿登省和马恩省，西南至塞纳-马恩省，东北部与比利时接壤。
与拉塞勒苏蒙米拉伊接壤的市镇（或旧市镇、城区）包括：旺迪耶尔、梅克兰日、里约、蒙多凡、蒙特尼勒、蒙托利韦。

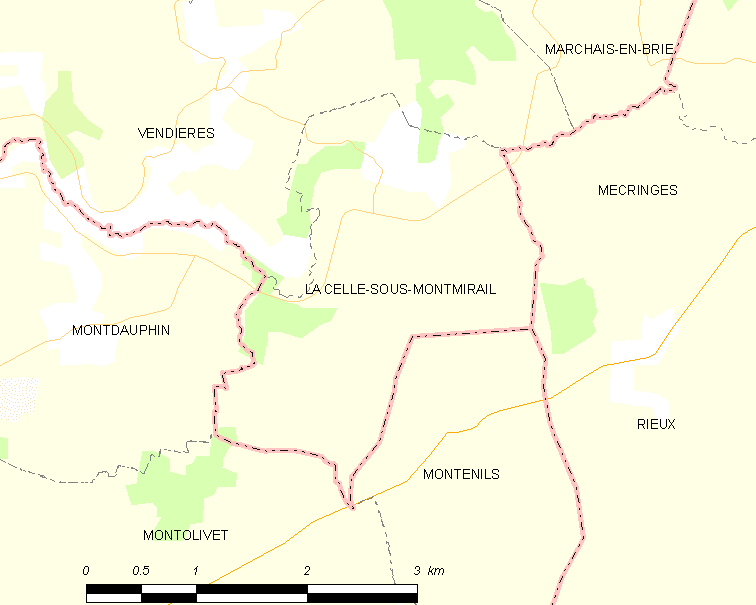
拉塞勒苏蒙米拉伊的OSM定位图

拉塞勒苏蒙米拉伊的时区为UTC+01:00、UTC+02:00（夏令时）。

## 行政
拉塞勒苏蒙米拉伊的邮政编码为02540，INSEE市镇编码为02147。

## 政治
拉塞勒苏蒙米拉伊所属的省级选区为马恩河畔埃索姆县。

## 人口

1962-2008年间拉塞勒苏蒙米拉伊人口变化图示

拉塞勒苏蒙米拉伊于2018年1月1日时的人口数量为119人。